# Cosmographie d'Aethicus Ister
La Cosmographie d'Aethicus Ister est un ouvrage du VIIIe siècle rédigé en latin. L'ouvrage, considéré comme cryptique en raison d'une langue ardue empreinte de tournures helléniques,,, est longtemps resté méconnu des historiens et philologues. C'est une forgerie latine.
L'ouvrage a la particularité de se présenter comme un traité sur la cosmographie de l'univers et la géographie du monde prétendument compilé par Jérôme de Stridon d'après une œuvre perdue du philosophe Aethicus Ister,,. Les études philologiques du XIXe siècle d'Armand d'Avezac et Heinrich Wuttke ont démontré l'impossibilité que Jérôme de Stridon soit le compilateur d'un tel traité, ainsi que la forgerie derrière le personnage d'Aethicus Ister.
L'ouvrage a souvent été considéré comme présentant la forme de la terre comme plate et circulaire,. Michael Herren fait ainsi l'hypothèse que la Cosmographie serait en partie inspirée ou bien serait la parodie de la Topographie chrétienne  de Cosmas Indicopleustès, une cosmographie byzantine nestorienne dressant un parallèle entre la forme du monde et la description de la tente d'Abraham dans l'Ancien Testament. Des travaux plus récents ont démontré l'imprécision de telles conclusions. 
L'ouvrage a la particularité de présenter la terre comme plate et circulaire,, vision du monde très rare au Moyen Âge et très largement contestée. L'originalité de la description du monde dans la Cosmographie a suscité des études récentes après les travaux de Wanda Wolska sur la Topographie Chrétienne de Cosmas Indicopleustès,, identifié comme source importante de l'auteur de la Cosmographie.
On lui a longtemps attribué une autre cosmographie, identifiée par Claude Nicolet et Patrick Gauthier Dalché comme appartenant à Julius Honorius. La Cosmographie d'Aethicus Ister  fait l'objet de diverses interprétations, notamment sur la nature parodique et ironique des informations qu'elle comporte. Une thèse aujourd'hui peu soutenue,, présentait l'ouvrage comme écrit par Virgile de Salzbourg au cours de la controverse relative à l'existence des antipodes (et, de fait, sur la sphéricité de la Terre) l'ayant opposé au pape Zacharie. 
Les extraits d'Aethicus ont été imprimés sous le nom de Cosmographie d'Aethicus, d'abord à Venise, 1513, puis à Bâle, 1535, à Leyde, 1722, par Abraham Gronov, et à Paris, 1852, par Armand d'Avezac, avec un Mémoire sur l'auteur.